# Ajahn Brahm
Ajahn Brahmavamso Mahathera, född 7 augusti 1951 i London, i folkmun kallad Ajahn Brahm, är en theravadabuddhistisk munk. Han föddes under namnet Peter Betts. 

## Bakgrund
Peter Betts släkt har sina rötter i England. Familjen hörde till arbetarklassen. Peters farfar brukade komma hem berusad efter en kväll på puben, och dra fram sitt bälte för att spöa de barn som kom i hans väg. Han hade många barn. Därefter gav han sig på sin fru, Peters farmor. Deras son, Peters far, lovade att aldrig utsätta sina egna barn för något liknande. Peter Betts hade därför lyckan att på växa upp i en kärleksfull arbetarfamilj.

## Barndom/ungdom
Peter Betts föddes i London den 7 augusti 1951 och växte upp tillsammans med hans far, mor och bror. Han och brodern delade på ett rum, och tvingades på det viset att lära sig att umgås och stå ut med varandra. Peter gjorde hyss som alla andra barn, bland annat gav han sin mor en levande ål förpackad i presentpapper vid ett tillfälle, och tillverkade vid 10 års ålder en mindre hemmagjord bomb vid ett annat tillfälle. I tonåren besökte Peter puben och låtsades ha fyllt 18 år. Han beställde en öl, men hade svårt att förstå hur någon kan tycka det är gott. Men några år senare hade han lärt sig att uppskatta dess smak. Under sin ungdom drack Peter alkohol, hade en flickvän och långt hippieliknande hår. Men redan 17 år gammal ansåg han sig vara buddhist. 

## Utbildning/arbete
Efter att ha fått ett stipendium vidareutbildade Peter sig på Cambridge University i slutet på 60-talet inom ämnet teoretisk fysik. Under denna tid blommade hans intresse för buddhism och meditation ut ordentligt, efter att han fått en häftig erfarenhet under djup meditation. Han värdesatte denna upplevelse högre än sex och alkohol. Därför arbetade han endast något år som gymnasielärare efter avslutade studier, innan han bestämde sig för att byta riktning på sitt liv.

## Bikkhu Brahmavanso Mahathera
23 år gammal reste Peter till Bangkok, Thailand där han blev munk - bhikkhu - inom theravadatraditionen i klostret Wat Saket. I och med valet att bli theravadamunk gav Peter upp sitt västerländska liv för buddhismens skull. Han gav dessutom upp sitt namn och antog namnet Venerable (vördnadsvärde, en titel) Brahmavamso Mahathera. Han kom dock snart att kallas för Brahm. Senare flyttade han till ett kloster långt ute i den thailändska ödemarken där det var ont om både mat och mediciner, men där abboten var den mycket kände Ajahn Chah, som också blev Brahms läromästare. I 9 års tid var Brahm Ajahn Chahs lärjunge. Undervisningen pågick ständigt i vardagens alla sysslor, i så väl arbete och meditation som sjukdom. Brahm ska ha insjuknat och blivit inlagd på ett sjukhus. Ajahn Chah besökte honom då, och sa att "antingen dör du eller så blir du frisk", och därefter ha gått. Vid ett annat tillfälle beordrade Ajahn Chah sina munkar att flytta på en jordhög. Därefter lämnade Ajahn Chah klostret för att resa. Det tog flera dagar att flytta högen med hjälp av endast spadar och händer, men när högen var flyttad ansåg en annan munk att jordhögen åter igen var felplacerad. Munkarna tvingades flytta högen igen. När Ajahn Chah kom tillbaka från sin resa uttryckte han sitt missnöje med högens placering, och beordrade munkarna att flytta den för tredje gången. Brahm var nu mycket irriterad, vilket en av de äldre munkarna såg. Han vände sig då till Brahm och sa: "Att tänka på att flytta jordhögen är det svåra, att flytta på den är lätt." 

## Flytten till Australien
The Buddhist Society of Western Australia bjöd in Venerable Brahmavamso Mahathera till Perth, Västra Australien. Dåvarande abboten Ajahn Jagaro behövde någon som kunde assistera honom i undervisningen. I början bodde de två munkarna i ett gammalt hus i en förort norr om Perth, men år 1983 köpte församlingen mark i Serpentine, söder om Perth. Här byggdes klostret Bodhinyana Monastery för hand, och namngavs efter den thailändske läromästaren Ajahn Chah Bodhinyana Mahathera. Munkarna lärde sig rörmokeri och murbruk, och byggde klostret med ekonomisk och praktisk hjälp från församlingsmedlemmarna.

## Ajahn Brahmavamso Mahathera
Ajahn är ett ord på pali som betyder läromästare. En munk eller nunna som är en Ajahn undervisar i den buddhistiska läran. Han eller hon behöver inte vara abbot eller ha någon annan uppgift inom klosterlivet. År 1995 beslutade Ajahn Jagaro sig för att lämna klosterlivet, och Venerable Brahmavamso blev ombedd att överta ansvaret som abbot. Det dröjde inte länge innan han också ombads att föreläsa runt om i Australien och sydöstra Asien. Trots att han ofta föreläser i större sammanhang är han mån om att också finnas till för dem som sitter i fängelse, är dödligt sjuka, människor som vill lära sig att meditera, samt munkarna i klostret. Han arbetar aktivt för att ge kvinnor samma möjligheter till ett andligt liv som män har, och har bland annat bidragit till byggandet av ett buddhistiskt nunnekloster i Gidgegannup, i nordöstra Perth. I oktober år 2009 gav han full ordination åt ett antal nunnor i Perth vilket ledde till att några thailändska munkar bannlyste honom, och Ajahn Brahm och hans kloster uteslöts ut Ajahn Chahs "släktled" vilket startade en het debatt inom den buddhistiska världen. 

## Utmärkelser/prestationer
Ajahn Brahm har tilldelats:
- John Curtin Medal av Curtin University för hans vision, ledarskap och tjänande av Australien. Detta skedde i oktober år 2004.

Han är dessutom andlig: 
- ledare för The Buddhist Society of Western Australia.
- rådgivare för The Buddhist Society of Victoria.
- rådgivare för The Buddhist Society of South Australia.
- skyddspatron för The Buddhist Fellowship in Singapore.
- skyddspatron för The Bodhikusuma Centre i Sydney.
- abbot för Bodhinyana Monastery.

Ajahn Brahm arbetar aktivt med nunnor och munkar från alla buddhistiska traditioner i syfte att etablera The Australia Sangha Association. 

## Böcker utgivna av Brahm
- Simply this moment
- Opening the door to your heart ISBN 0733623115
- Who Ordered This Truckload of Dung?: Inspiring Stories for Welcoming Life's Difficulties ISBN 0861712781
- Mindfulness, Bliss, and Beyond: A Meditator's Handbook ISBN 0861712757

Medan Venerable Brahmavamso Mahathera ännu var ung juniormunk, ombads han att översätta den theravadabuddhistiska vinayan från thailändska till engelska. Den engelska översättningen blev så småningom basen för klosterleverne i många västerländska länder. Ajahn Brahm är också namngiven i förordet till den tredje upplagan av en av engelsk översättning till en del av palikanonen.